# Rejon trojicki
Rejon trojicki – jednostka administracyjna w składzie obwodu ługańskiego Ukrainy.
Powstał w 1926. Ma powierzchnię 1600 km² i liczy około 26 tysięcy mieszkańców. Siedzibą władz rejonu jest Trojićke.
W skład rejonu wchodzą 1 osiedlowa rada oraz 17 silskich rad, obejmujących w sumie 57 wsi i 1 osadę.